# Kim Little
Kim Little est une footballeuse internationale écossaise née le 29 juin 1990 à Aberdeen, en Écosse. Elle joue au poste de milieu de terrain offensif à Arsenal.

## Biographie

### En club
Kim Little grandit à Mintlaw, vers Aberdeen, où elle débute le football. Elle joue avec les Buchan Girls à 10 ans, et est recrutée par Hibernian à 14 ans. Le club est à Édimbourg, alors qu'elle habite à trois heures de train, mais elle y débute malgré tout en équipe première à 16 ans, inscrit un triplé pour son premier match. Elle découvre également la coupe d'Europe en 2006. Avec Hibernian, elle remporte le triplé championnat-coupe d'Écosse-coupe de la ligue, portant son équipe avec une moyenne de presque deux buts par match.
Ses performances la font repérer par Arsenal, où elle débarque en 2008, à seulement 17 ans. Le club londonien, qui a remporté la coupe d'Europe en 2007, domine le football féminin anglais, et Kim Little ajoute à son palmarès quatre championnats d'Angleterre. La saison 2013 est moins couronnée de succès, et Arsenal termine troisième du championnat après 9 titres consécutifs.
En 2014, elle rejoint la NWSL chez la franchise du Seattle Reign, où elle retrouve Laura Harvey, qui entraînait Arsenal jusqu'à 2012. Elle marque un doublé pour son premier match, puis devient la première joueuse à remporter deux trophées consécutifs de meilleure joueuse du mois (avril et mai 2014). Elle y remporte deux Shields (récompensant la meilleure équipe de la saison régulière) en 2014 et 2015, termine chaque fois meilleure buteuse de son équipe, et est sacrée Most Valuable Player en 2014 pour sa première saison. Elle perd cependant deux fois en finale des play-offs, chaque fois face au FC Kansas City.
Pendant l'intersaison américaine 2015-2016, elle rejoint la franchise australienne de Melbourne City avec sa coéquipière Jess Fishlock. Melbourne City termine la saison avec 100% de victoires, remporte le titre, et Kim Little est sacrée meilleure joueuse de la finale.
Sa saison 2016 avec le Reign est plus difficile, le club étant diminué par les blessures de ses cadres (Fishlock, Rapinoe...), mais Kim Little reste décisive et s'impose comme la patronne de la franchise.
Elle fait ensuite son retour à Arsenal en 2017, mais se blesse en mai (rupture de ligament croisé) et manque une grande partie de la saison.
À l'été 2022, pendant l'intersaison européenne et l'Euro, elle est prêtée pour deux mois à l'OL Reign, où elle fait son retour après avoir porté le maillot de la franchise de Seattle de 2014 à 2016.

### En sélection
Kim Little est sélectionnée parmi l'effectif britannique des Jeux olympiques 2012, à domicile. Elle participe à nouveau aux Jeux olympiques à Tokyo avec la sélection britannique, dont elle est même capitaine.
Kim Little mène la sélection écossaise à son premier Euro, en 2017, puis à sa première coupe du monde en 2019. Si elle rate l'Euro 2017 sur blessure, elle participe à la coupe du monde en France, sans toutefois réussir à faire sortir l'Écosse de sa poule, en se faisant notamment remonter une avance de trois buts face à l'Argentine.
Elle a 140 sélections avec l'Écosse, faisant d'elle la 5e joueuse la plus capée du pays.
Kim Little prend sa retraite internationale en septembre 2021.

## Statistiques
| Saison                | Club                  | Championnat           | Championnat | Championnat | Coupe nationale | Coupe nationale | Coupe de la Ligue | Coupe de la Ligue | Supercoupe | Supercoupe | Compétition(s) continentale(s) | Compétition(s) continentale(s) | Compétition(s) continentale(s) | Total | Total |
| Saison                | Club                  | Division              | M.          | B.          | M.              | B.              | M.                | B.                | M.         | B.         | Comp.                          | M.                             | B.                             | M.    | B.    |
| 2006-2007             | Hibernian             | SWPL                  |             |             |                 |                 | -                 | -                 | -          | -          | C1                             | 3                              | 0+                             | 3     | 0     |
| 2007-2008             | Hibernian             | SWPL                  |             |             |                 |                 | -                 | -                 | -          | -          | C1                             | 3                              | 0+                             | 3     | 0     |
| Sous-total            | Sous-total            | Sous-total            |             |             |                 |                 | -                 | -                 | -          | -          | -                              | 6                              | 5                              | 6     | 5     |
| 2008                  | Arsenal               | WSL                   | 8           | 1           |                 |                 | 0+                | 0+                | -          | -          | -                              | -                              | -                              | 8     | 1     |
| 2008-2009             | Arsenal               | WSL                   | 17          | 8           | 5               | 5               | 5                 | 3                 | 0+         | 0          | C1                             | 5                              | 5                              | 32    | 21    |
| 2009-2010             | Arsenal               | WSL                   | 22          | 22          | 5               | 8               | 4                 | 5                 | -          | -          | C1                             | 5                              | 9                              | 36    | 44    |
| 2010                  | Arsenal               | -                     | -           | -           | -               | -               | -                 | -                 | -          | -          | C1                             | 4                              | 2                              | 4     | 2     |
| 2011                  | Arsenal               | WSL                   | 12          | 9           |                 |                 | 0                 | 0                 | -          | -          | C1                             | 7                              | 2                              | 19    | 11    |
| 2012                  | Arsenal               | WSL                   | 14          | 11          |                 |                 | 4                 | 4                 | -          | -          | C1                             | 8                              | 2                              | 26    | 17    |
| 2013                  | Arsenal               | WSL                   | 14          | 13          |                 |                 | 5                 | 2                 | -          | -          | C1                             | 8                              | 7                              | 27    | 22    |
| Sous-total            | Sous-total            | Sous-total            | 87          | 64          | 10              | 13              | 18                | 14                | 0          | 0          | -                              | 37                             | 27                             | 152   | 118   |
| print. 2017           | Arsenal               | WSL                   | 0           | 0           |                 |                 | 0                 | 0                 | -          | -          | -                              | -                              | -                              | 0     | 0     |
| 2017-2018             | Arsenal               | WSL                   | 9           | 3           |                 |                 | 1                 | 0                 | -          | -          | -                              | -                              | -                              | 10    | 3     |
| 2018-2019             | Arsenal               | WSL                   | 14          | 8           |                 |                 | 5                 | 3                 | -          | -          | -                              | -                              | -                              | 19    | 11    |
| 2019-2020             | Arsenal               | WSL                   | 12          | 5           |                 |                 | 4                 | 3                 | -          | -          | -                              | -                              | -                              | 16    | 8     |
| 2020-2021             | Arsenal               | WSL                   | 16          | 5           |                 |                 | 2                 | 0                 | -          | -          | C1                             | 5                              | 4                              | 23    | 9     |
| 2021-2022             | Arsenal               | WSL                   | 22          | 6           | 4               | 1               | 1                 | 0                 | -          | -          | C1                             | 12                             | 4                              | 39    | 11    |
| 2022-2023             | Arsenal               | WSL                   | 11          | 4           | 2               | 1               | 3                 | 1                 | -          | -          | C1                             | 7                              | 2                              | 23    | 8     |
| 2023-2024             | Arsenal               | WSL                   | 17          | 1           | 1               | 0               | 4                 | 1                 | -          | -          | C1                             | 2                              | 0                              | 24    | 2     |
| 2024-2025             | Arsenal               | WSL                   | 17          | 0           | 1               | 0               | 1                 | 0                 | -          | -          | C1                             | 13                             | 1                              | 32    | 1     |
| Sous-total            | Sous-total            | Sous-total            | 118         | 32          | 8               | 2               | 21                | 8                 | -          | -          | -                              | 39                             | 11                             | 186   | 53    |
| Total sur la carrière | Total sur la carrière | Total sur la carrière | 205         | 96          | 18              | 15              | 39                | 22                | 0          | 0          | -                              | 82                             | 43                             | 344   | 176   |

https://web.archive.org/web/20140706091634/http://www.uefa.com/teamsandplayers/players/player=106101/profile/index.html

## Palmarès
Hibernian
- Championnat d'Écosse (1) :
  - Champion en 2006-2007

- Coupe d'Écosse (1) :
  - Vainqueur en 2006-2007
- Coupe de la ligue écossaise (1) :
  - Vainqueur en 2006-2007

 Arsenal
- Championnat d'Angleterre (5) :
  - Champion en 2008-2009, 2009-2010, 2011, 2012, 2018-2019
  - Deuxième en 2021-2022

- Coupe d'Angleterre (3) :
  - Vainqueur en 2008-2009, 2010-2011, 2012-2013
  - Finaliste en 2017-2018
- Coupe de la ligue anglaise (6) :
  - Vainqueur en 2008-2009, 2011, 2012, 2013, 2017-2018, 2024
  - Finaliste en 2018-2019, 2019-2020

 Seattle Reign puis OL Reign
- NWSL (0) :
  - Finaliste en 2014, 2015
- NWSL Shield (2) :
  - Vainqueur en 2014, 2015, 2022

 Melbourne City
- Championnat d'Australie (1) :
  - Vainqueur en 2015-2016
  - W-League Premiers en 2015-2016

### Distinctions personnelles
- Most Valuable Player en NWSL en 2014.
- Membre de l'équipe-type de NWSL en 2014 et 2015.
- Membre de l'équipe-type de FA WSL 1 en 2019 et 2020.

## Style de jeu
Kim Little joue généralement au poste de meneuse de jeu (n° 10). Elle se distingue par un centre de gravité bas qui lui permet d'être une dribbleuse hors pair, et a une très bonne qualité de passe. Ayant débuté à Hibernian au poste de n° 9 (avant-centre), elle a gardé ce sens du but en reculant au milieu de terrain.